# Г-8
Г-8 – одноместный спортивно-тренировочный моноплан конструкции В. К. Грибовского. Построен в мастерских Московской авиашколы Осоавиахима в 1931 году. С ноября 1931 по август 1932 самолёт прошел испытания и в сентябре 1932 года лётчик Д. А. Кошиц совершил большой агитационный полёт. Изначально планировалось, что общая дальность полёта составит 5200 километров, однако, реально удалось пролететь только 4500 километров. План перелёта включал следующие крупные города: Москва — Горький — Казань — Сталинград — Ростов-на-Дону — Коктебель — Симферополь — Запорожье — Киев — Харьков — Орёл — Москва. Всего было посещено 20 больших и малых городов, но под Харьковом произошло авиационное происшествие: при переключении топливных баков произошла ошибка, в результате которой Д. А. Кошиц произвёл вынужденную посадку. Пилот остался жив, но самолёт разбился и в дальнейшем не был восстановлен.

## Конструкция

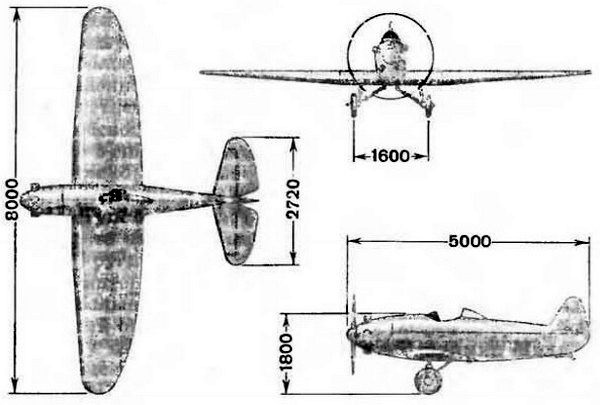
Г-8 в трёх проекциях.

Центроплан составлял одно целое с фюзеляжем, имевшим фанерную обшивку и овальное сечение. Двухлонжеронное крыло с фанерной обшивкой имело площадь 9 м².

### Технические характеристики
- Экипаж: 1 человек
- Длина:
- Размах крыла:
- Высота:  м
- Площадь крыла: 9 м²
- Профиль крыла:
- Масса пустого: 320 кг
- Масса снаряженного:  кг
- Нормальная взлетная масса: 483 кг
- Максимальная взлетная масса:  кг
- Двигатель: М-11
- Мощность: 60 л.с. (45 кВт)

### Лётные характеристики
- Максимальная скорость:
  - у земли:  км/ч
  - на высоте:
- Крейсерская скорость: 150 км/ч
- Практическая дальность: км
- Практический потолок: 3 000 м
- Скороподъёмность: м/с
- Нагрузка на крыло: кг/м²
- Тяговооружённость:  Вт/кг
- Максимальная эксплуатационная перегрузка: g